# Crambella
Crambella é um género botânico pertencente à família Brassicaceae.

## Espécies
- Crambella teretifolia Maire